# Hochplatte (Ammergauer Alpen)
Hochplatte – szczyt w Ammergauer Alpen, części Alp Bawarskich. Leży w Niemczech, w Bawarii, przy granicy z Austrią. Szczyt można zdobyć drogą ze schroniska Kenzenhütte (1294 m).